# 馬修·方丹·莫里
馬修·方丹·莫里（英語：Matthew Fontaine Maury，1806年1月14日—1873年2月1日），美國天文學家、海軍軍官、歷史學家、海洋學家、氣象學家、地質學家、教育家。他被譽為「海洋探路者」（Pathfinder of the Seas）、「現代海洋學和海軍氣象學之父」（Father of Modern Oceanography and Naval Meteorology）。
1806年出生於維吉尼亞州弗雷德里克斯堡。他本是一名美國海軍軍官。1839年服役期間遭遇一次意外事故，致使腿部受傷無法服役。此後，積極致力於海洋考察工作。1861年南北戰爭爆發後他加入南軍。戰後，成為一名物理學教授。1873年在勒星頓逝世。
美國海軍的莫雷號驅逐艦 (DD-100)以他的名字命名。月球上的莫里隕石坑，是以他和堂妹安東妮亞·莫里的名字共同命名的。此外，科幻小說海底兩萬里中提及到莫里船長的名字。